# 西羅湯達 (佛羅里達州)
羅通達（英語：Rotonda）是位於美國佛羅里達州夏洛特縣的一個人口普查指定地區。

## 地理
羅通達的座標為26°53′16″N 82°16′17″W / 26.88778°N 82.27139°W，而該地最高點為海拔高度2米（即7英尺）。

## 人口
根據2010年美國人口普查的數據，羅通達的面積為29.90平方千米，當中陸地面積為27.60平方千米，而水域面積為2.30平方千米。當地共有人口15600人，而人口密度為每平方千米521人。